# Saoura

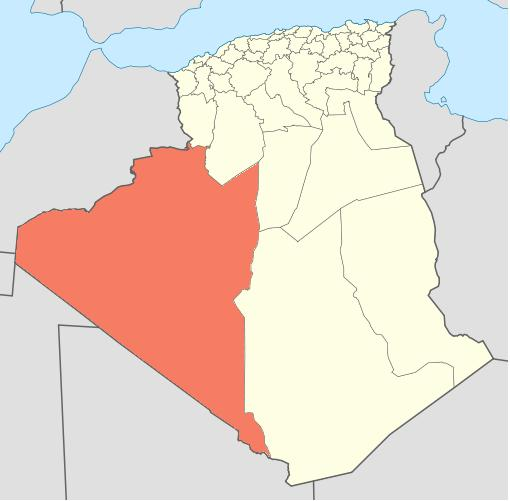
De ligging van Saoura op de kaart van Algerije

Saoura is de zuidwestelijke regio van Algerije (provincies Bechar Tindouf en Adrar), met een geschat oppervlakte van 762.655 km en een bevolking van meer dan 605.192 mensen. De bevolkingsdichtheid is niet groter dan 1 inw./km².

## Geografie
Saoura ligt in het zuidwesten van Algerije. Het is in het noorden begrensd door de provincies El Bayadh en Naama, in het oosten door de staat Tamanrasset, in het zuiden door de republiek Mali en in het westen door het koninkrijk Marokko.

### Terrein
Het terrein is een woestijnachtige uitloper van het Atlasgebergte dat zich uitstrekt van de verre Maghreb. De belangrijkste vallei is Wadi al-Saoura, die wordt gevoed door twee andere valleien in de regio, namelijk Wadi Qir en Wadi Zuzfana. De Grote Westelijke Arakashrak is een grote zandvlakte.

### Klimaat
Het klimaat wordt gedomineerd door twee soorten klimaat
- Halfwoestijnklimaat: het strekt zich uit op de hellingen van de Woestijnatlas en wordt gekenmerkt door sneeuwval in de winter
- Woestijnklimaat: hete, droge zomer, koude winter en schaarse regen, heerst in de rest van de regio.

## Cultuur
De cultuur van Saoura wordt gekenmerkt door diversiteit, en kan worden onderverdeeld in:

### Gourara-cultuur
Gourara-beschaving, die zich in de noordoostelijke regio van Saoura bevindt, met als belangrijkste grootstedelijk gebied Timimoun

### Tuat-cultuur
De Tuat-cultuur, die zich in de zuidelijke regio van de Saoura bevindt, met de belangrijkste grootstedelijke gebieden Adrar, Tantit en Bouda

### Saoura-cultuur
De Saoura-beschaving, die in het hart van Saoura ligt, met de belangrijkste grootstedelijke gebieden Bani Abbas en Karazaz

### Tidikelt-cultuur
Tidikelt-cultuur, die in het uiterste zuiden van Saoura ligt, met als belangrijkste grootstedelijk gebied Ulf

### Noordelijke Saoura-cultuur
Noordelijke Saoura-beschaving in de noordelijke regio van de westelijke regio en de belangrijkste Hawwadharha Kénadsa en Taghit

## Afbeeldingen

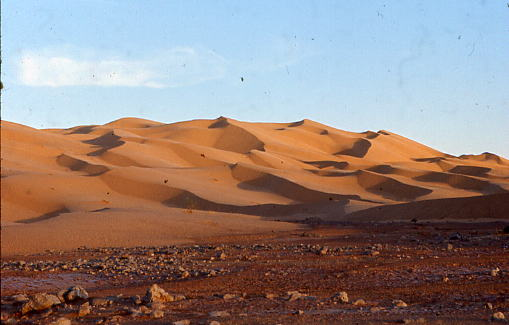
Tagit
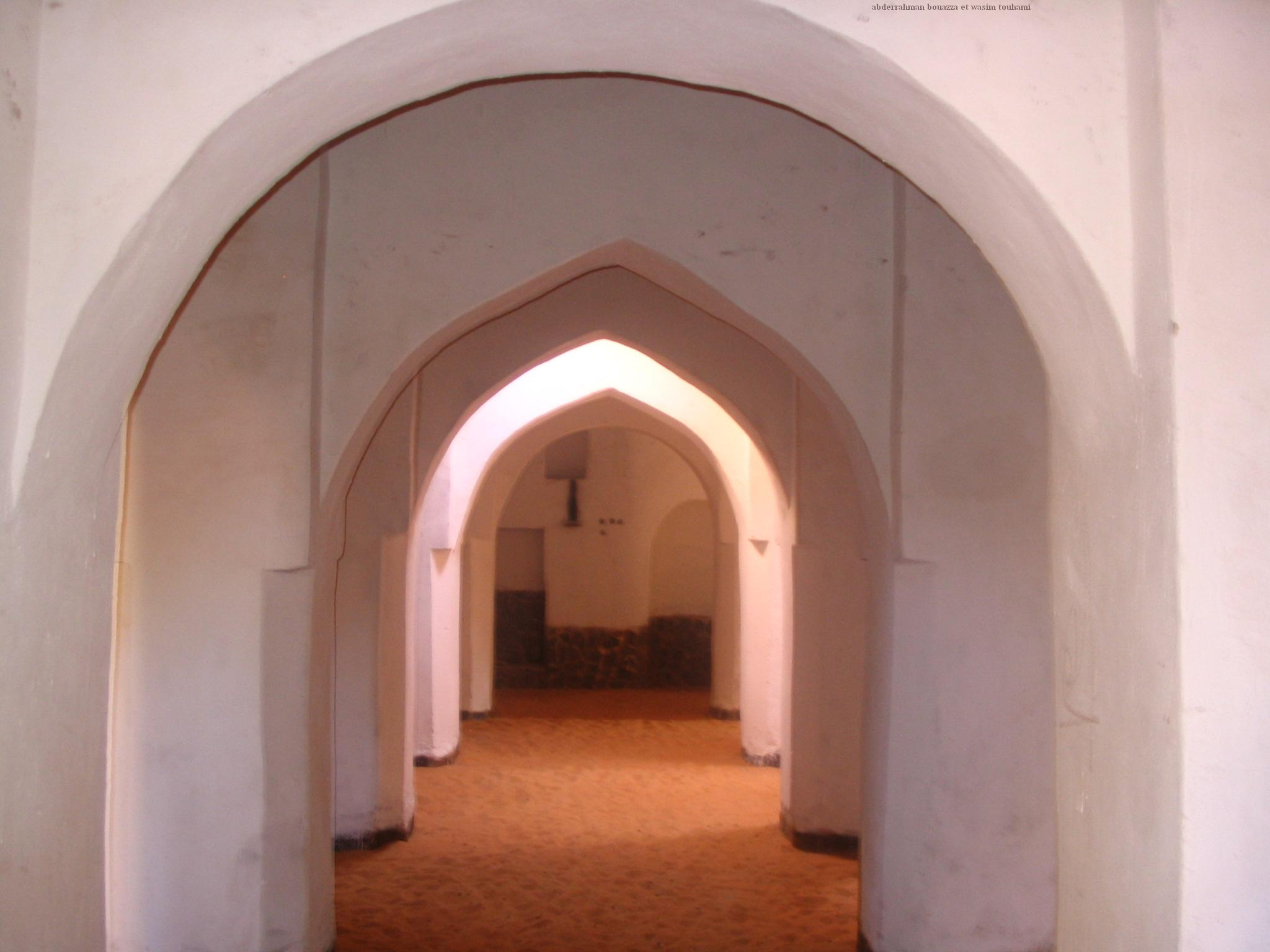
Bani Abbas Palace-moskee
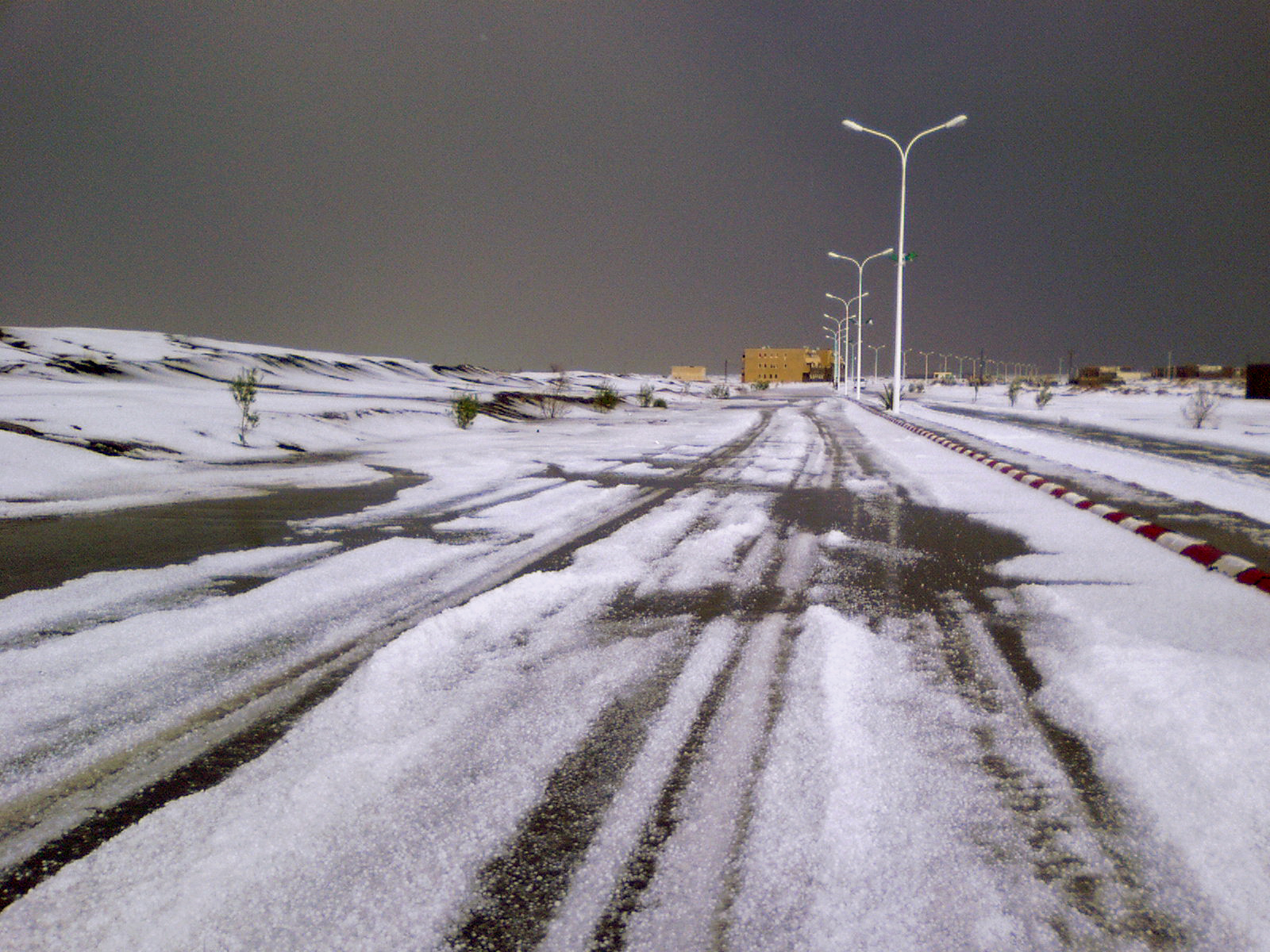
Sneeuw in Kénadsa